# Corey Wootton
Corey A. Wootton (Rutherford, 22 giugno 1987) è un giocatore di football americano statunitense che gioca nel ruolo di defensive end per i Detroit Lions della National Football League (NFL). Fu scelto nel corso del quarto giro (109º assoluto) del Draft NFL 2010 dai Bears. Al college giocò a football alla Northwestern University.

## Carriera professionistica

### Chicago Bears
Wootton fu scelto nel corso del quarto giro del Draft 2010 dai Chicago Bears. Il suo primo sack lo mise a segno il 20 dicembre 2010 contro i Minnesota Vikings. Quel sack costrinse il quarterback dei Vikings Brett Favre a lasciare il campo per una commozione cerebrale, costringendolo a saltare le ultime due gare della sua carriera nella NFL. Nella settimana 9 del 2012 contro i Tennessee Titans, Wootton segnò il suo primo touchdown dopo che un punt era stato bloccato agli avversari dal suo ex compagno alla Northwestern Sherrick McManis. Per la prima volta nella stagione 2012 disputò tutte le 16 gare della stagione, incluse le prime sette da titolare, terminando con i primati in carriera per tackle (20), sack (7,0), passaggi deviati (1) e fumble forzati (2).

### Minnesota Vikings
Terminato il contratto che lo legava ai Bears, Wootton divenne un free agent ed il 20 marzo 2014 firmò con i Minnesota Vikings un contratto della durata di un anno. Nella sua unica stagione con i Vikings, Wootton fu impiegato in un numero limitato di snap, prendendo parte a 15 gare (tutte partendo come riserva) e mettendo a referto 16 tackle ed un sack.

### Detroit Lions
Il 14 maggio 2015, Wootton firmò coi Detroit Lions.

## Statistiche
| Partite totali      | 60   |
| Partite da titolare | 22   |
| Tackle              | 86   |
| Sack                | 12,0 |
| Intercetti          | 0    |
| Fumble forzati      | 3    |

Statistiche aggiornate alla stagione 2014